# KV64
KV64, acrònim de l'anglès King's Valley, és una possible tomba egípcia de l'anomenada Vall dels Reis, situada a la riba oest del riu Nil, a l'altura de la moderna ciutat de Luxor. La seva existència es va conèixer a l'agost de l'any 2008. Es troba al costat de la tomba de Merneptah i s'especula que està realitzada en l'estil conegut com a ramèssida.
L'equip de l'Amarna Royal Tombs Project, liderat per Carl Nicholas Reeves estava realitzant unes indagacions geofísiques a l'àrea central de la vall el 2006, utilitzant un radar de penetració. En el curs dels treballs es van trobar dos anomalies en les roques, que posteriorment es van revelar com la tomba coneguda com a KV63 i la que ens ocupa, que Reeves va anunciar que era també una tomba.
El 25 març 2008 Zahi Hawass va dir en una entrevista a la televisió egípcia que un equip d'excavació estava a la cerca de la tomba de Ramsès VIII entre KV7 i KV8, i que corrien rumors que havia trobat una escala d'accés; el 30 de març va publicar que el director de l'excavació havia indicat que faria un anunci sobre el descobriment d'una tomba en un parell de mesos. Aquests rumors van resultar ser certes, i la tomba ha estat catalogada com KV64.